# 泾口大桥
泾口大桥为位于中国浙江省绍兴市越城区陶堰街道泾口村浙东运河上的一座桥梁。桥梁为三孔拱桥和三孔梁桥组合而成，始建于清乾隆之前，宣统三年（1911年）由晚清书法家陶浚宣发起重建。
该桥总长45.2米，其中拱桥长30.8米，梁桥长15.2米，桥面宽3.2米。三孔拱桥位于北端。主桥中孔跨6.3米，边孔跨6.15米，采用纵联分节并列砌筑，北侧拱脚设有纤道。拱桥设有栏板，上刻梅花、万年青等吉祥图案。正中桥栏板刻有“泾口大桥”桥名，题款“大清宣统三年辛亥三月”，落款“陶浚宣题”。梁桥旁亦设有护栏。